# 魯多爾夫斯赫厄山
48°11′44″N 16°11′16″E / 48.19566°N 16.18771°E

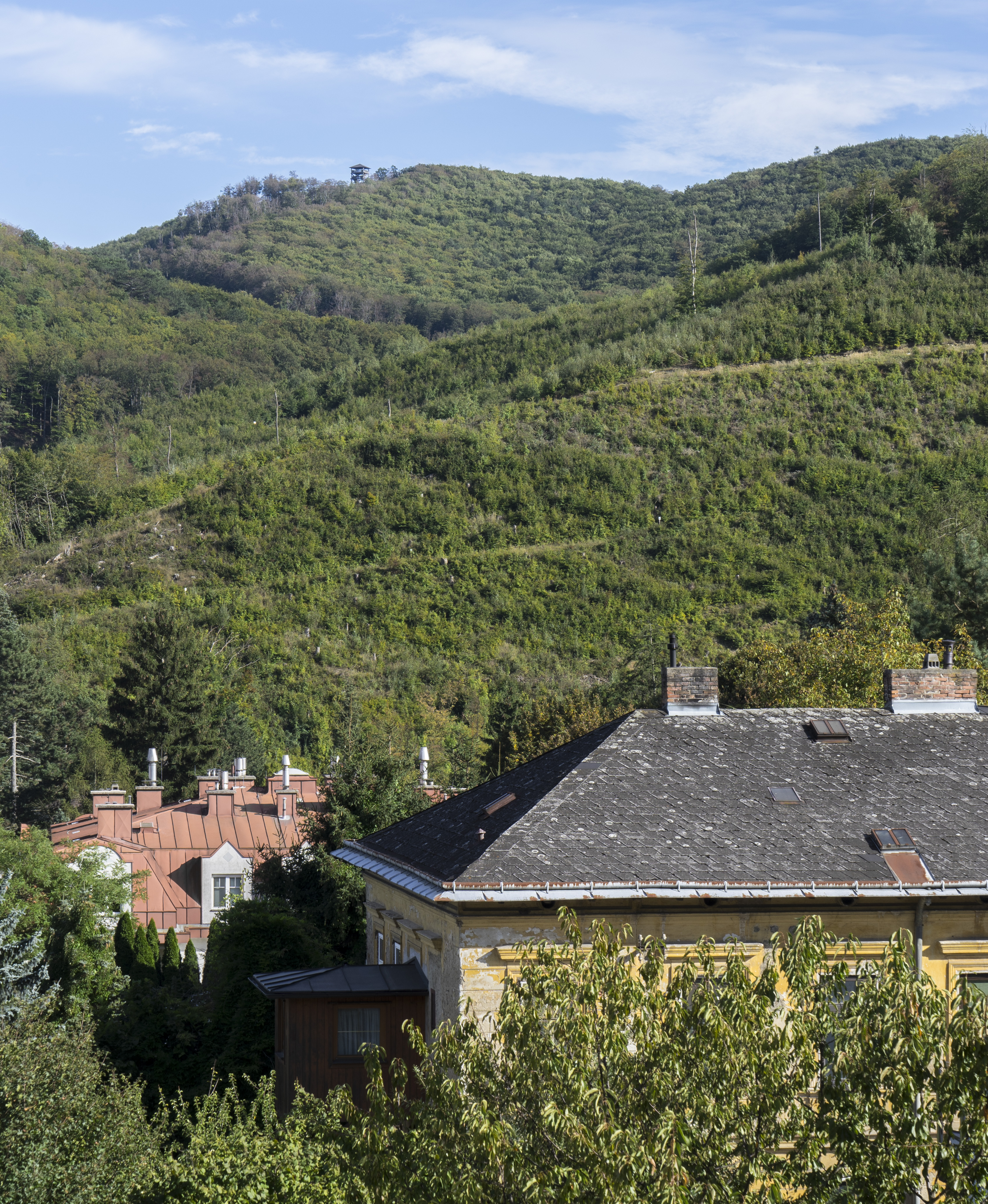

魯多爾夫斯赫厄山（德語：Rudolfshöhe），是奧地利的山峰，位於該國東北部，由下奧地利州負責管轄，屬於維也納林山的一部分，海拔高度475米，每年平均降雨量904毫米。